# Bell Orchestre

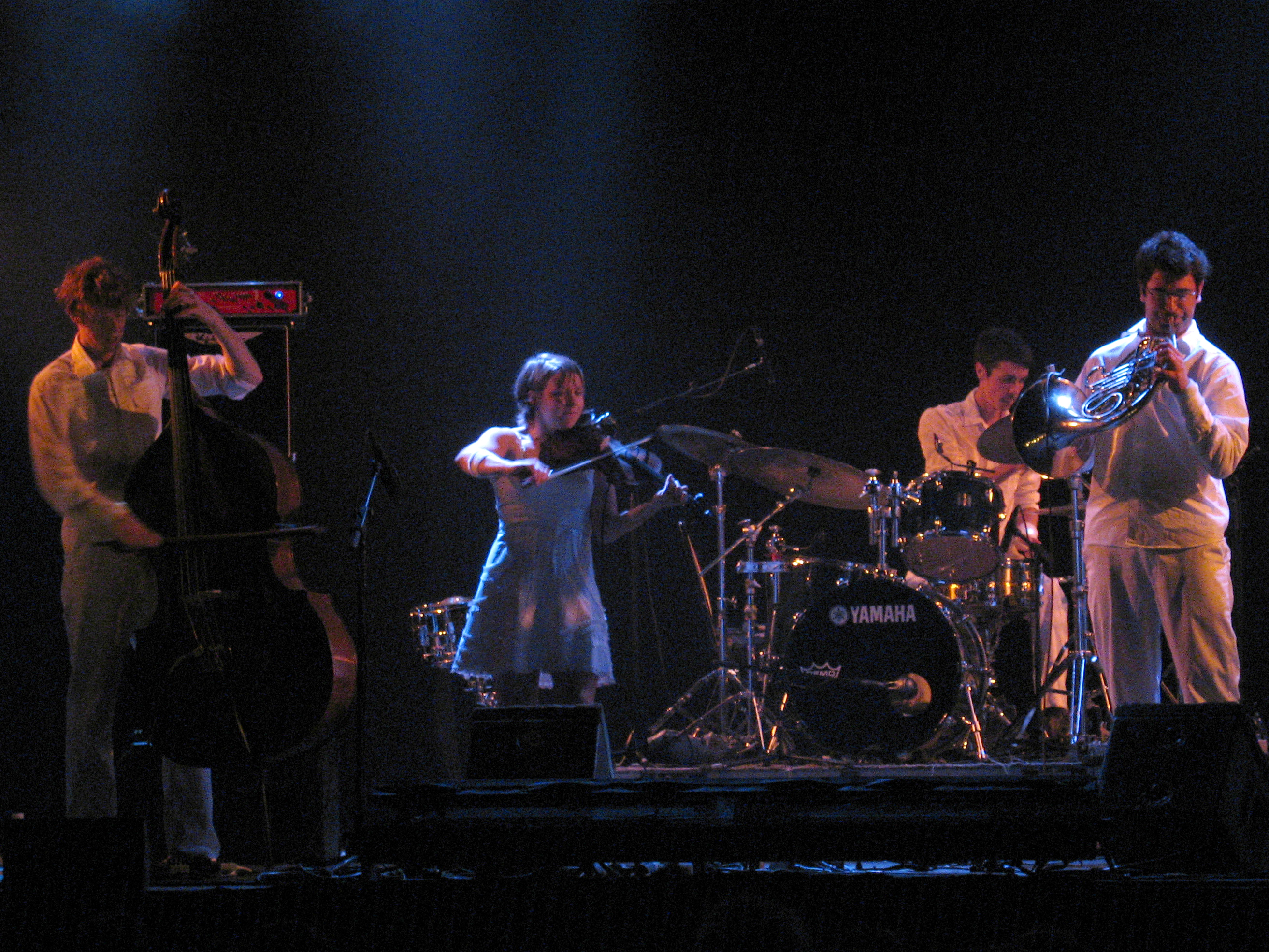
Bell Orchestre

Bell Orchestre is een Canadese instrumentale postrock- en indierockband afkomstig uit Montreal.
De groep bestaat uit vijf leden, onder wie ook Richard Reed Parry en Sarah Neufeld van Arcade Fire. Het geluid van Bell Orchestre lijkt enigszins op dat van Arcade Fire. De andere leden zijn Pietro Amato (halftijds lid van Arcade Fire), Kaveh Nabatian en Stefan Schneider.
Amato en Schneider spelen daarnaast nog met Jessie Stein in The Luyas. Amato speelt ook nog in Torngat.

## Discografie
- Bell Orchestre (demo, 2002)
- Recording a Tape in the Colour of the Light (album, Rough Trade Records, 2005)